# المبادئ الأساسية الأربعة

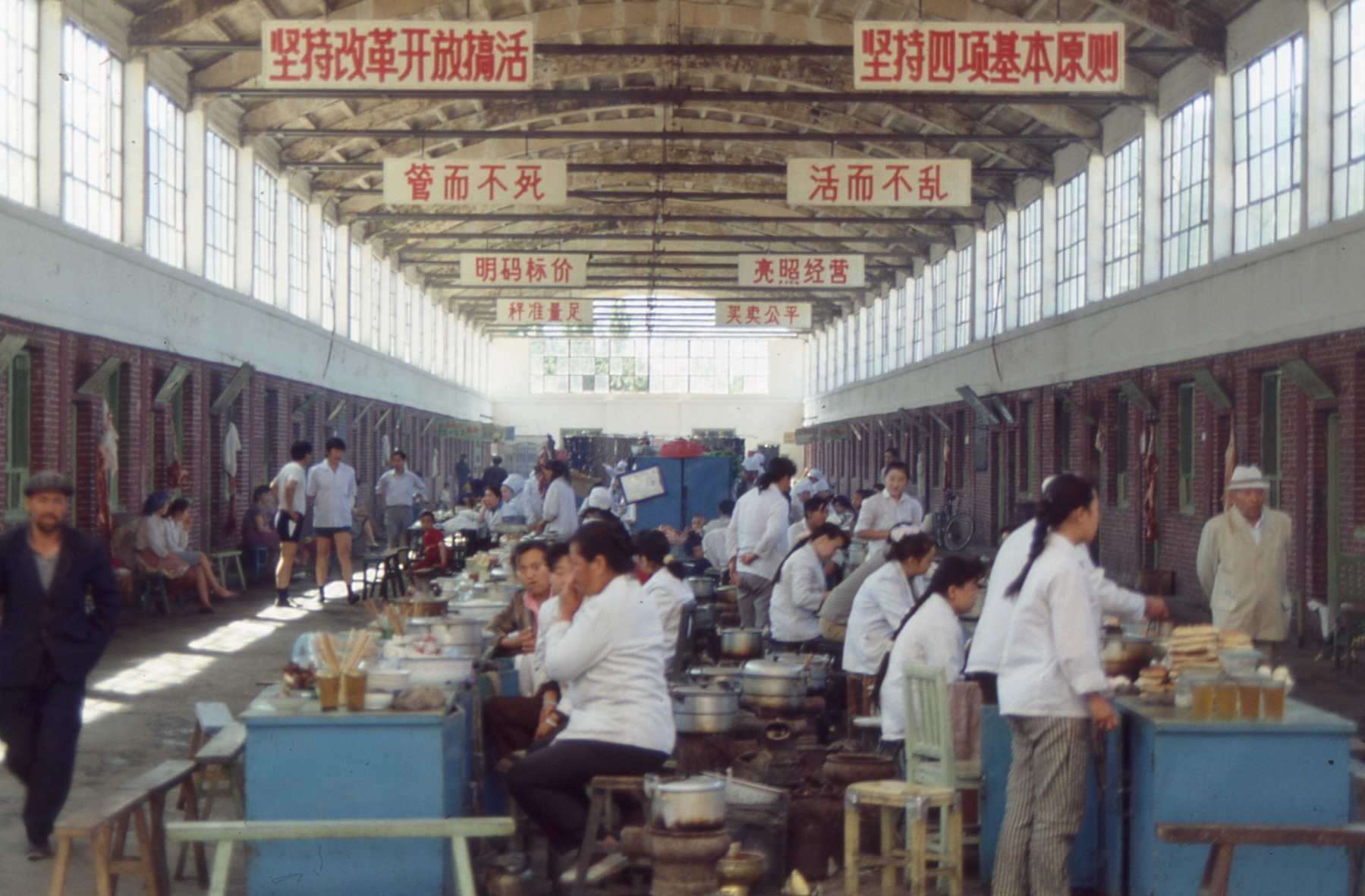
شعار (المبادئ الأربعة الأساسية) في أحد أسواق تركستان الشرقية عام 1992.

المبادئ الأساسية الأربعة تم ذكرها من قِبل الرئيس الصيني دينج شياو بينج في مارس 1979، خلال المراحل المُبكرة من الإصلاح والانفتاح الاقتصادي الصيني، وهي القضايا الأربع التي لم يُسمح من قبل بالمنقاشة بشأنها داخل جمهورية الصين الشعبية.    كانت المبادئ الأساسية الأربعة واحدة من النقطتين الأساسيتين اللتين طرحهما دينج، وكانت النقطة الأخرى تتلخص في الإصلاح الاقتصادي الصيني. 
وتشمل المبادئ ما يلي: 
1. مبدأ التمسك بالمسار الشيوعي
2. مبدأ التمسك بديكتاتورية الشعب الديمقراطية
3. مبدأ التمسك بقيادة الحزب الشيوعي الصيني
4. مبدأ التمسك بفكر ماو تسي تونج والماركسية اللينينية

مثِل هذه المبادئ كانت في الواقع بمثابة تخفيف للسيطرة الأيديولوجية التي كان قد أسسها ماو. فقد كانت تعني أن المبادئ الأساسية الأربعة لا يمكن التشكيك بها، ولكن يمكن مناقشة الأفكار السياسية الأخرى غير تلك الواردة في القائمة. علاوة على ذلك، في حين أن المبادئ في حد ذاتها ليست موضع نقاش، فإن تفسيرات تلك المبادئ هي موضع نقاش.[بحاجة لمصدر]
من ناحية أخرى، تم إعلان المبادئ كدليل على الالتزام بالإيديولوجية الشيوعية، مما مهد الطريق الآمن لإعادة تقييم الثورة الثقافية مع الحفاظ على الاستقرار الأيديولوجي وشرعية الحزب الشيوعي الصيني وكرد فِعل على حركة جدار الديمقراطية.  تم النص على المبادئ الأساسية الأربعة في دستور جمهورية الصين الشعبية في عام 1982. 

## أنظر أيضا
- بولان فانجونج
- الاصلاح والانفتاح